# Rugby à XV en Finlande
Cet article traite du rugby à XV en Finlande.

## Histoire
La Finlande est le dernier pays nordique à adopter le rugby.
Le nombre de joueurs a augmenté à partir de 1990.

## Organisation
La Fédération finlandaise de rugby à XV organise le rugby en Finlande.

## Équipe nationale
L’Équipe de Finlande de rugby à XV, ainsi que l’Équipe de Finlande de rugby à XV féminin représentent la Finlande lors des rencontres internationales.

## Compétitions nationales
Le championnat de Finlande de rugby à XV, dénommé SM-sarja, rassemble les meilleurs clubs de rugby à XV de Finlande.
La Coupe de Finlande de rugby à XV ou Suomen Cup est une compétition annuelle de rugby à XV organisée par la Fédération finlandaise de rugby à XV.